# Кравченко Ярослава Юріївна
Ярослава Юріївна Кравченко (7 січня 1987, Умань) — українська телеведуча, радіоведуча, продюсерка, громадська діячка, засновниця та директорка «Дикого Театру».

## Життєпис
Народилася в місті Умань. У віці 13 років переїхала до Києва з метою стати спортсменкою, як її батько. Закінчила Київський спортивний ліцей-інтернат (секція волейболу). У театральну сферу потрапила всупереч бажанню батьків.
Закінчила Київський національний університет театру, кіно і телебачення імені Івана Карпенка-Карого, за спеціальністю «Театрознавство». З 2004 по 2007 роки займалася культурологічною журналістикою, писала театральні огляди, брала інтерв'ю та збирала аналітичні матеріали для видань «Український театр», «Дніпро», «Дело», «Партер», «Газета по-українськи», «Театрально-концертний Київ», «Контрамарка», «День».
З 2010 по 2011 роки обіймала посаду артдиректорки Київського повітроплавного товариства. У 2007—2012 роках очолювала піар-відділ Київського «Молодого театру». З 2011 по 2012 роки Кравченко була головною редакторкою розділу «Мінкульт» в інтернет-проєкті «Мінпром».
В 2017 стала співзасновницею центру незалежного театру "Сцена 6", що розташувався на шостому поверсі Довженко-центру, в 2018 очолювала "Гільдію незалежних театрів"

### Робота в театрі та ЗМІ
- 2011 — Шоу «Давай одружимося» (телеканал «1+1») — редакторка
- 2012 — 2014 — Шоу «Говорить Україна» (телеканал «Україна») — редакторка, журналістка
- 2014 — Шоу «Сюрприз» (телеканал «Новий канал») — дослідниця та редакторка
- 2014 — 2016 — Служба інформації і PR Національного академічного драматичного театру ім. Івана Франка; — голова
- 2015 — 2016 — Аналітичний портал POLEMIX (закрився у 2016); — головна редакторка
- 2016, 10 лютого — Незалежний «Дикий Театр» (м. Київ); — засновниця, продюсерка[5][6][7][8][9][10]
- 2016 — 2024 — Програма «#@)₴?$0» (Телебачення Торонто) — співведуча Майкла Щура[11][12]
- 2020 -2022— Шоу «Інтим пропонувати» (Радіо НВ) — ведуча[13]
- 2021 — 2024 — Відверте шоу «ебаут» (youtube) — співведуча[14][15][16][17]
- 2022 — «Говорить Київ» youtube-проєкт — співведуча із Олексієм Ковжуном[18]
- 2024-2024 — «Україна сьогодні» на каналі 2+2 (співведуча)[19]
- 2025 — «Особисте» youtube-проєкт  (ведуча, продюсерка)

### Після повномаcштабного вторгнення
Після початку повномаcштабного вторгнення Росії у 2022 році Ярослава долучилася до організації волонтерських зборів на потреби армії. Організувала фонд «Всі по 10», що закривав потреби у необхідних речах, як військових так і цивільного населення.
6 вересня 2024 року Ярослава оголосила про вихід з YouTube проєкту «Ебаут», в якому була співведучою майже 4 роки.

## Нагороди та досягнення
- Лауреатка театральної премії «Київська Пектораль».
- Увійшла в «ТОП — 100 людей культури України 2017» за версією журналу «NV».[24]
- За версією журналу «Фокус» входить до списку 100 найвпливовіших жінок України (2021)[25].

## Громадська діяльність
Учасниця Революції гідності. Керівниця штабу 39-ї жіночої сотні.
У 2019 році ООН-Жінки в Україні повідомив що Ярослава Кравченко стала амбасадоркою міжнародного руху солідарності за ґендерну рівність «HeForShe».
Виступає за рівність чоловіків та жінок, уникаючи називання себе феміністкою.